# Carmela Anaclerio
Carmela Anaclerio (Bari, 30 aprile 1985) è un'ex calciatrice italiana, di ruolo centrocampista.

## Palmarès

### Club
- Campionato italiano di Serie A2: 1

Firenze: 2009-2010
- Campionato italiano di Serie B: 2

Pink Sport Time: 2013-2014, 2016-2017